# Банник (міфологія)
Б́анник, лазник (рос. банник, байник, баенник, байнушко та ін., біл. лазнік, лазеннік) — істота із російських та білоруських язичницьких вірувань.
У росіян і білорусів дух — мешканець лазні, злий, з'являється у обліку маленького голого чоловічка із веселковими очима. Живе за кам'янкою або під полком. Буває невидимий (за деякими повір'ями, має шапку-невидимку) або показується у вигляді людини з довгим волоссям, голого діда, покритого брудом і листям від віників, собаки, кішки, білого зайця та ін. Існує повір'я, що банник перший раз з'являється в лазні після того, як там побуває породілля. У нетопленій лазні живе завжди, пара виганяє його ненадовго. Вважається, що він миється в лазні, тому для нього слід залишати воду, мило і віник, інакше він бризкає окропом, кидає розжарені камені, напускає чаду. Заходячи в лазню, прийнято було говорити: «Хрещений на полок, нехрещений з полку» (Смоленська губ.).
Банник шкодить тим, хто приходить до лазні пізно, після заходу сонця, вночі, або після двох-трьох змін парильників. Спочатку присипляє, потім довгими та товстими губами обволікає рот та заганяє у грудну клітку гаряче повітря. Банник душить або здирає шкіру. Особливо не полюбляє випивак. Вмілі люди виганяють його лазневим віником. Банник лякає, заходить у лазню, прикидаючись людиною. Банник може підмінити залишену дитину. Одмінки бувають потворними: великоголовими, пузатими, не ростуть, не ходять, не кажуть, живуть кілька років, а потім помирають або перетворюються на головешку, на лазневий віник. Банник іноді захищає від інших демонічних істот (овинника, мерців та ін).
З інших функцій банника слід зазначити його участь у святкових ворожіннях: опівночі дівчата підходять зовні до дверей лазні, задерши спідниці; або підходять до чолу кам'янки, або сунуть руку в димник: якщо банник доторкнеться волохатою рукою — буде багатий наречений, якщо голою рукою — бідний. Тим, хто, гадаючи, суне руку у вікно лазні, банник може скувати пальці залізними кільцями. Для того щоб захищатися від шкідливих дій банника, задобрити його, приносять до нової лазні хліб і сіль, ховають під порогом задушеного чорного півня або курку.
Банний дух може виступати також у жіночому образі — банниха, байниця, баенная матінка, на Пінезі і Печорі — обдериха. Обдериха виглядає як кудлата, страшна стара, іноді гола; показується у вигляді кішки; живе під полком; повір'я про неї схожі з уявленнями про банника (крім участі у гаданнях). Як жіночий різновид банного духа може виступати також шишига — демонічна істота, яка показується в лазні тим, хто йде туди без молитви; приймає образ знайомої або родички і кличе з собою паритися; може запарити до смерті (Владимирська, Саратовська губ.).

## Джерело
- Електронна бібліотека [Архівовано 3 листопада 2014 у Wayback Machine.]
- Банник — дух лазень. Слов'янська міфологія. web.archive.org. 18 листопада 2017. Процитовано 26 лютого 2021.